# St. Gordian und Epimachus (Stöttwang)

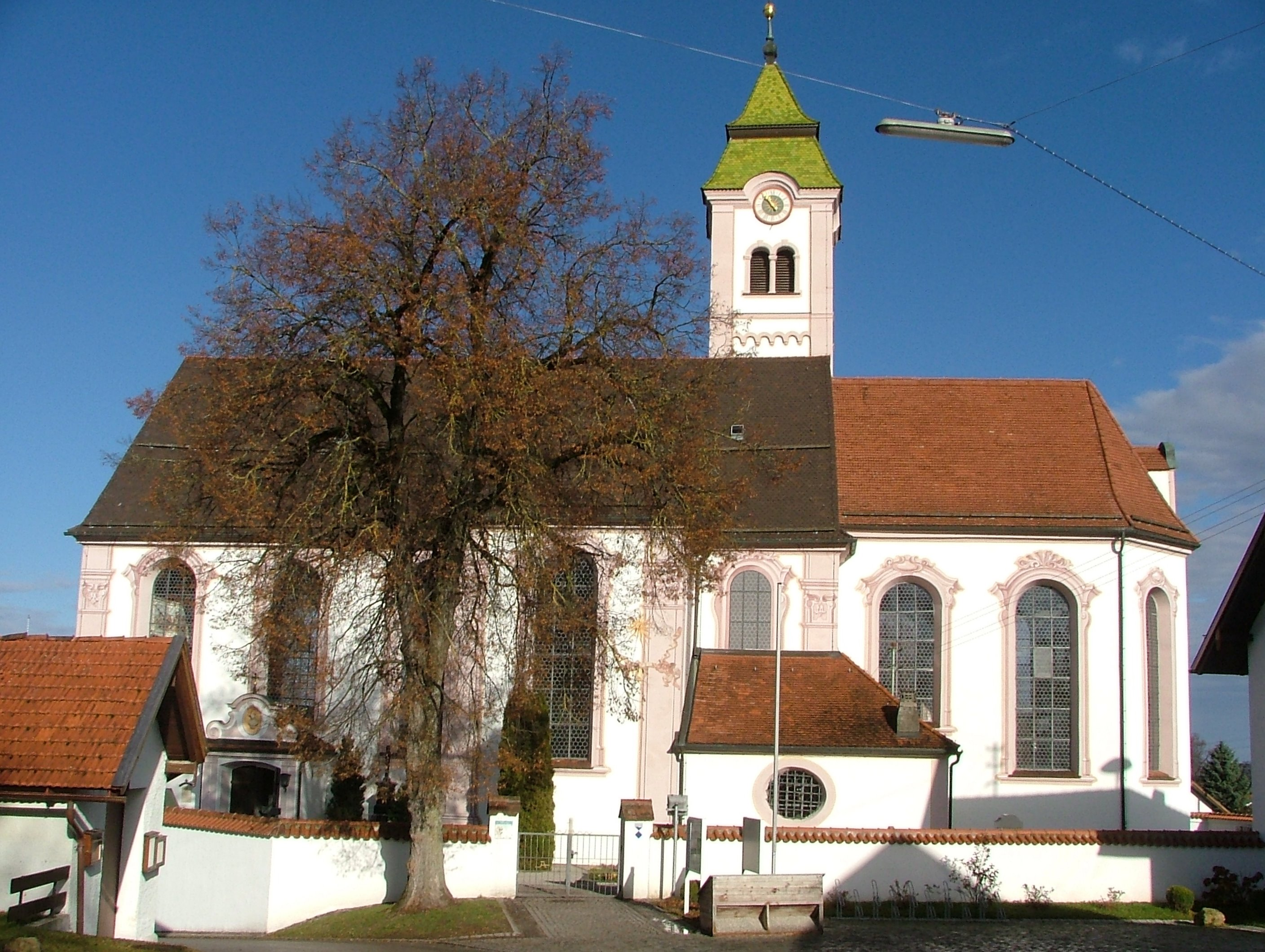
Pfarrkirche St. Gordian und St. Epimachus

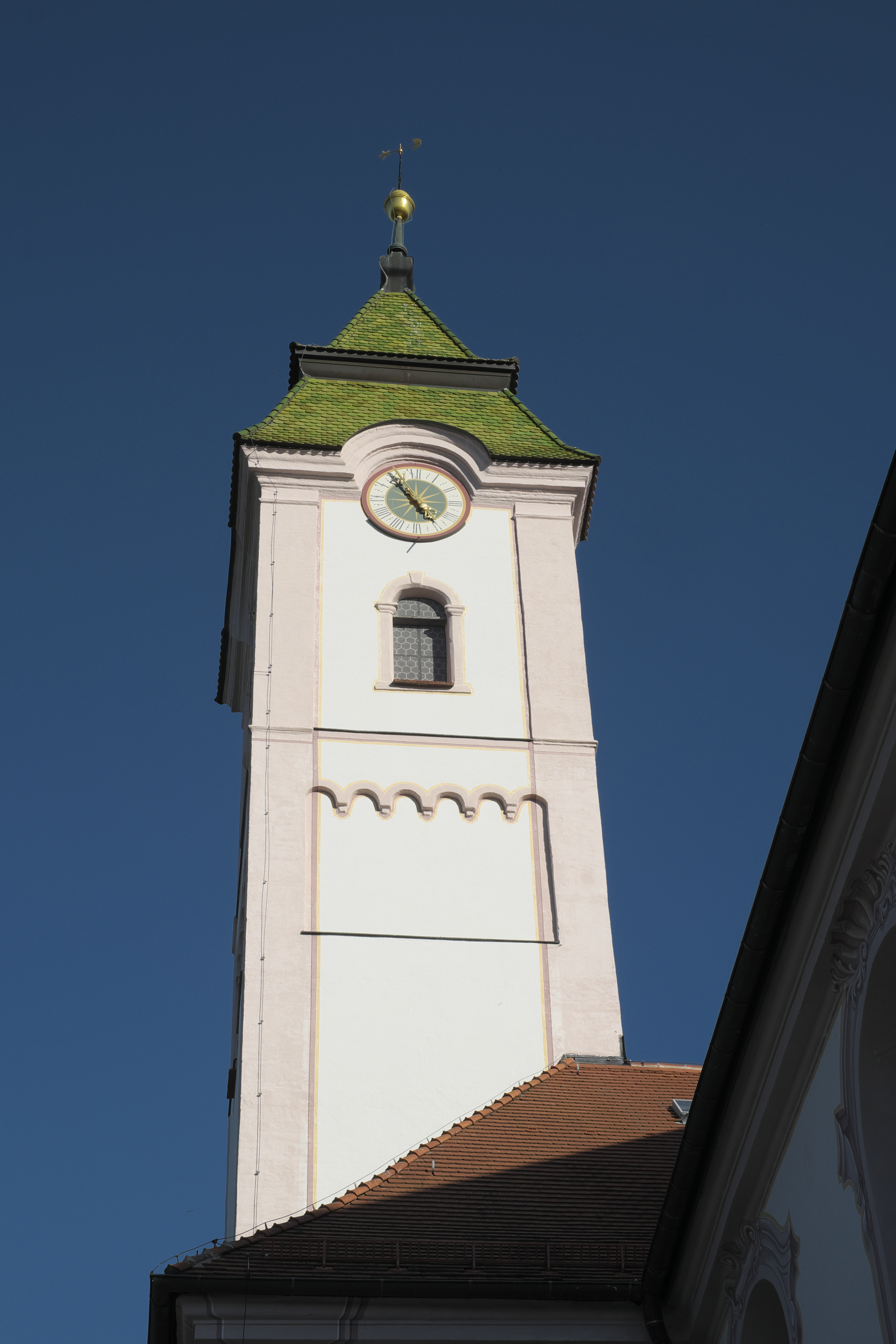
Turm

Die katholische Pfarrkirche St. Gordian und Epimachus in Stöttwang, einer Gemeinde im Landkreis Ostallgäu im bayerischen Regierungsbezirk Schwaben, wurde in der Mitte des 18. Jahrhunderts im Stil des Rokoko errichtet. Aufgrund ihrer reichhaltigen Ausstattung wird sie auch als „kleine Wies“ bezeichnet. Die Kirche ist den Märtyrern Gordianus und Epimachus geweiht und gehört zum Bistum Augsburg.

## Geschichte
Die Kirche geht auf ein im 8. Jahrhundert gegründetes Eigenkloster mit einer Maria geweihten Kapelle zurück, das dem Kaiser unterstellt war. Im Jahr 831 schenkte Ludwig der Fromme, der Sohn und Nachfolger Karls des Großen, das Kloster der Benediktinerabtei in Kempten, die bis zur Säkularisation das Patronatsrecht in der Pfarrei Stöttwang ausübte. Das Kemptener Kloster ließ an der Stelle der ehemaligen Marienkapelle eine größere Kirche errichten, die bereits im Mittelalter Gordianus und Epimachus geweiht war. Die Reliquien der beiden Schutzpatrone werden in Kempten verehrt. Die heutige Kirche wurde 1744/45 unter dem damaligen Pfarrer Johann Martin Klein errichtet und 1746 vom Augsburger Weihbischof Johann Jakob von Mayr geweiht.

## Architektur

### Außenbau
Die Außenmauern der Kirche werden durch gemalte Pilaster gegliedert, die Fenster sind rotviolett umrandet und mit Scheingesimsen verziert. Im Nordosten des Langhauses erhebt sich der quadratische Glockenturm, dessen Pyramidendach mit grün glasierten Ziegeln gedeckt ist. Die beiden Untergeschosse des Turms stammen aus dem 14./15. Jahrhundert, das Obergeschoss wurde 1768 nach einem Blitzschlag in seiner heutigen Gestalt aufgebaut. Der Turm wird von Eckpilastern gerahmt, in den Wänden sind Blendfelder mit Rundbogenfriesen eingeschnitten. Auf allen Stockwerken öffnen sich Rundbogenfenster, das oberste Stockwerk ist auf drei Seiten von Zwillingsarkaden durchbrochen.

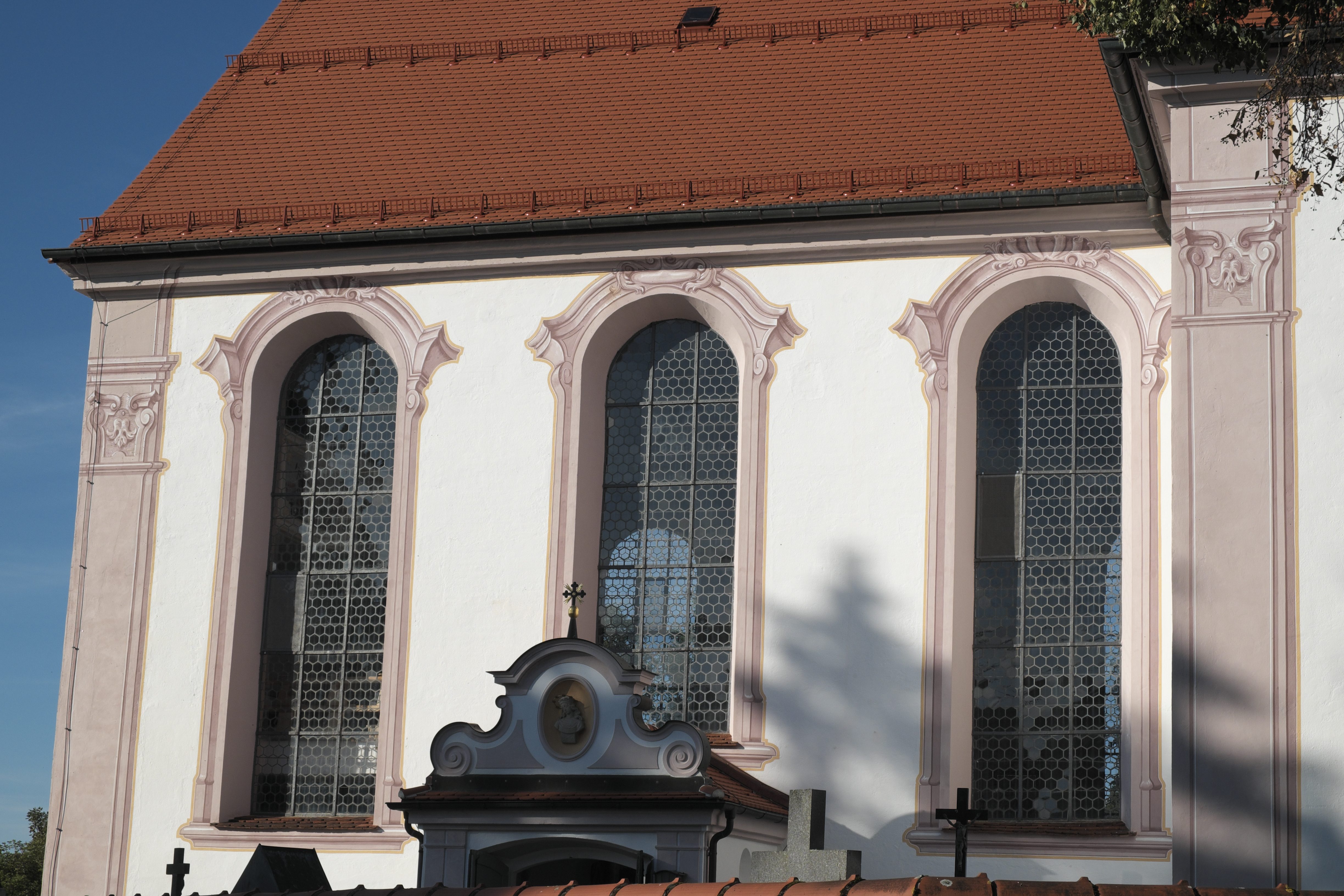
Gemalte Pilaster
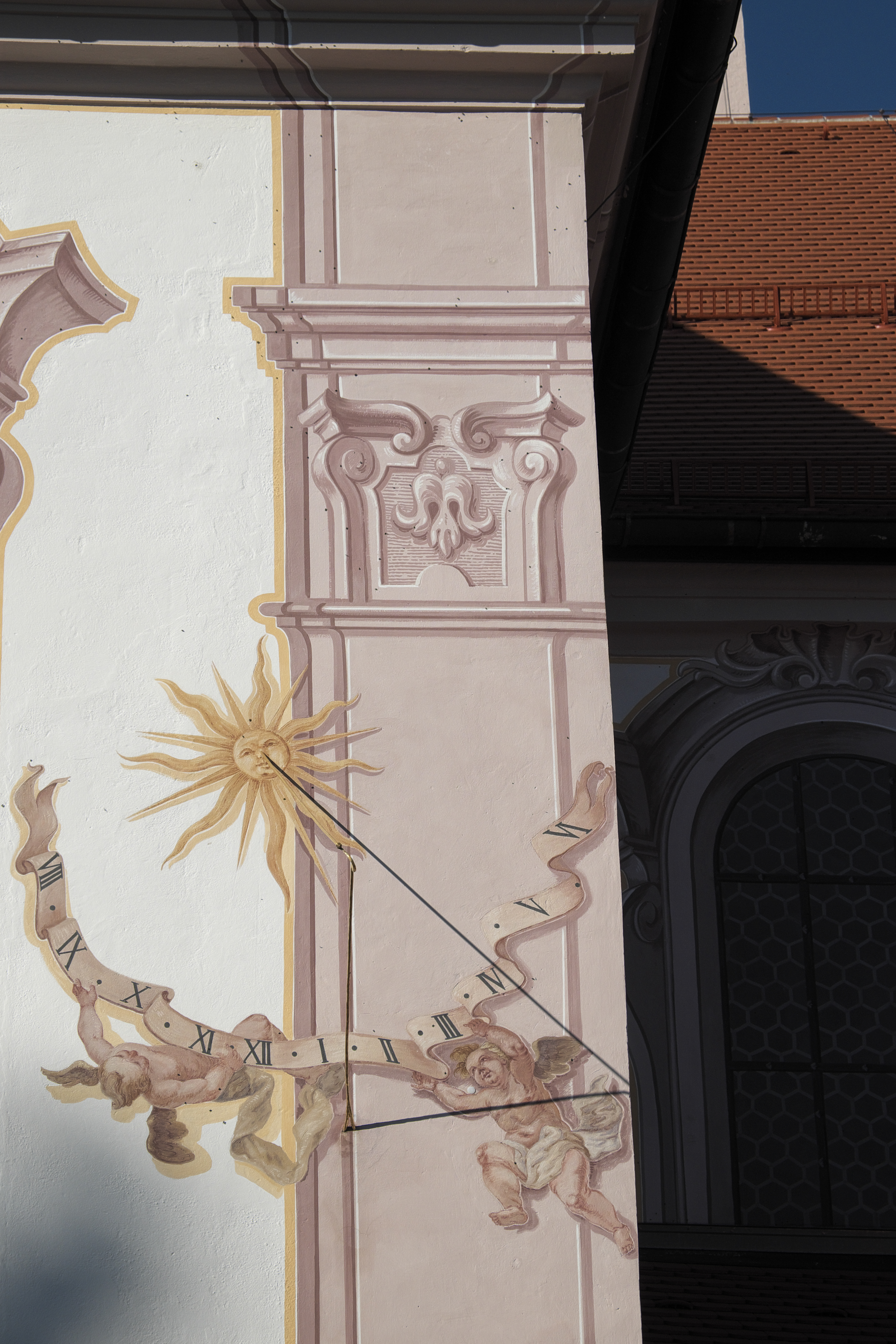
Sonnenuhr
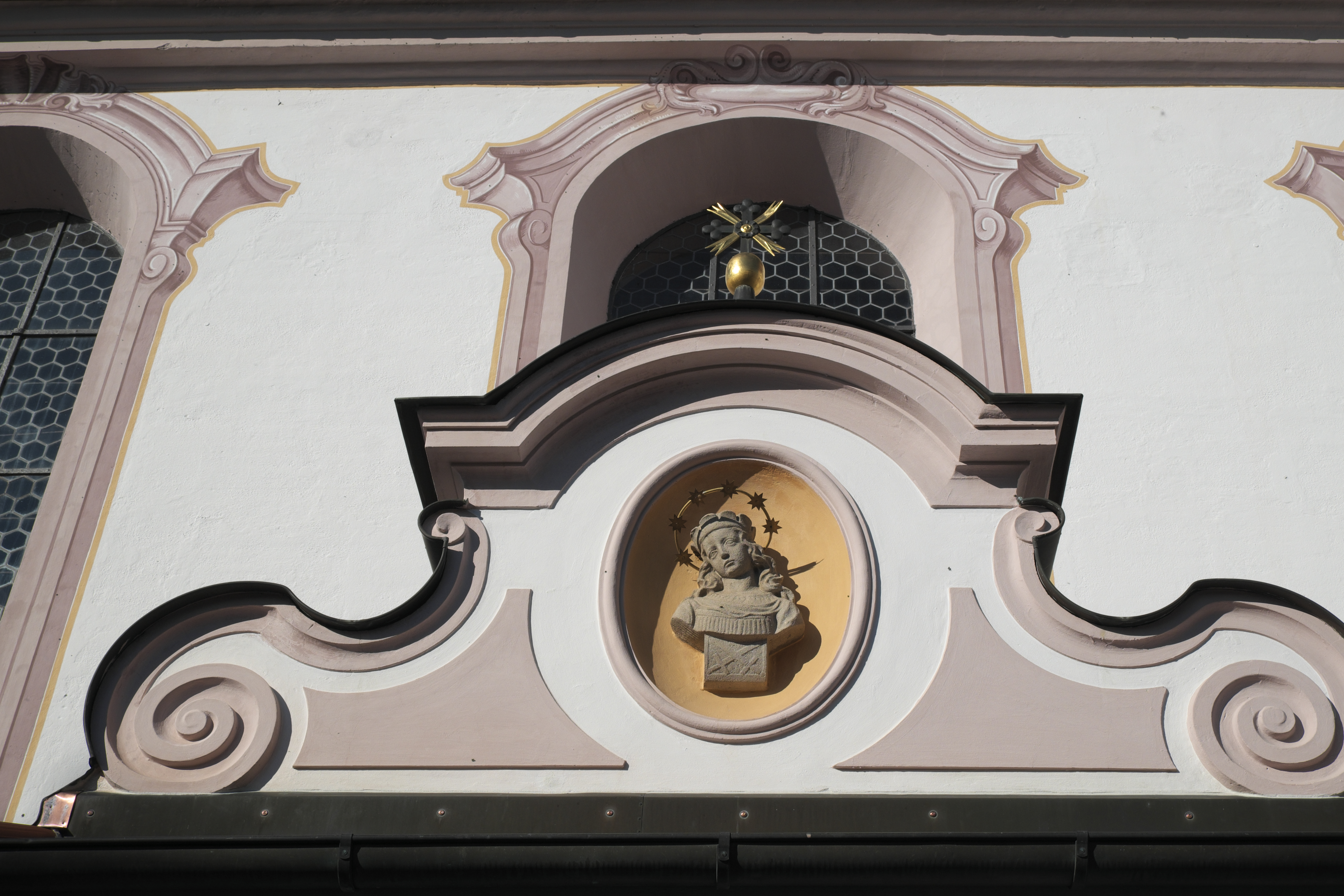
Eingang

### Innenraum

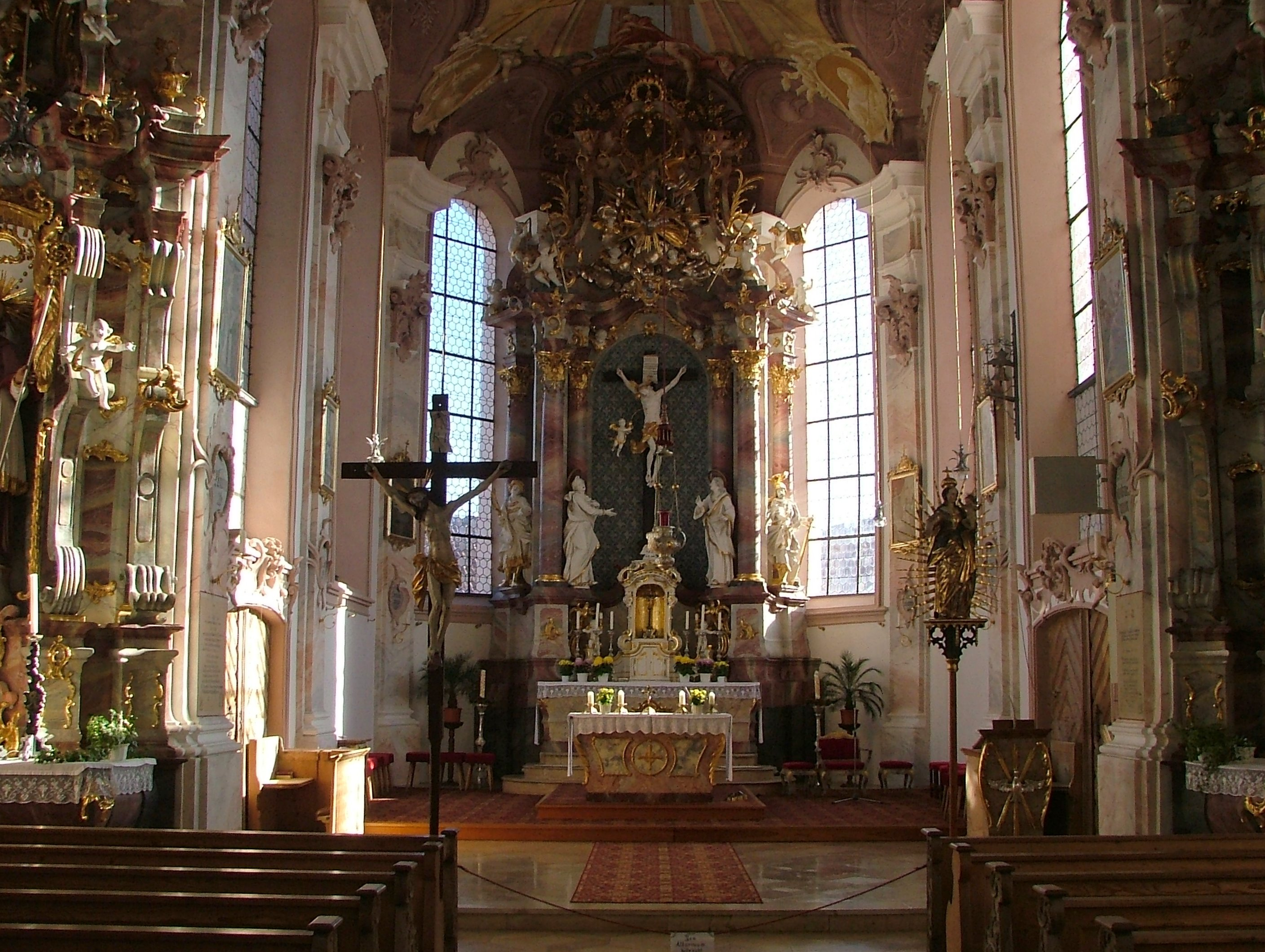
Innenraum

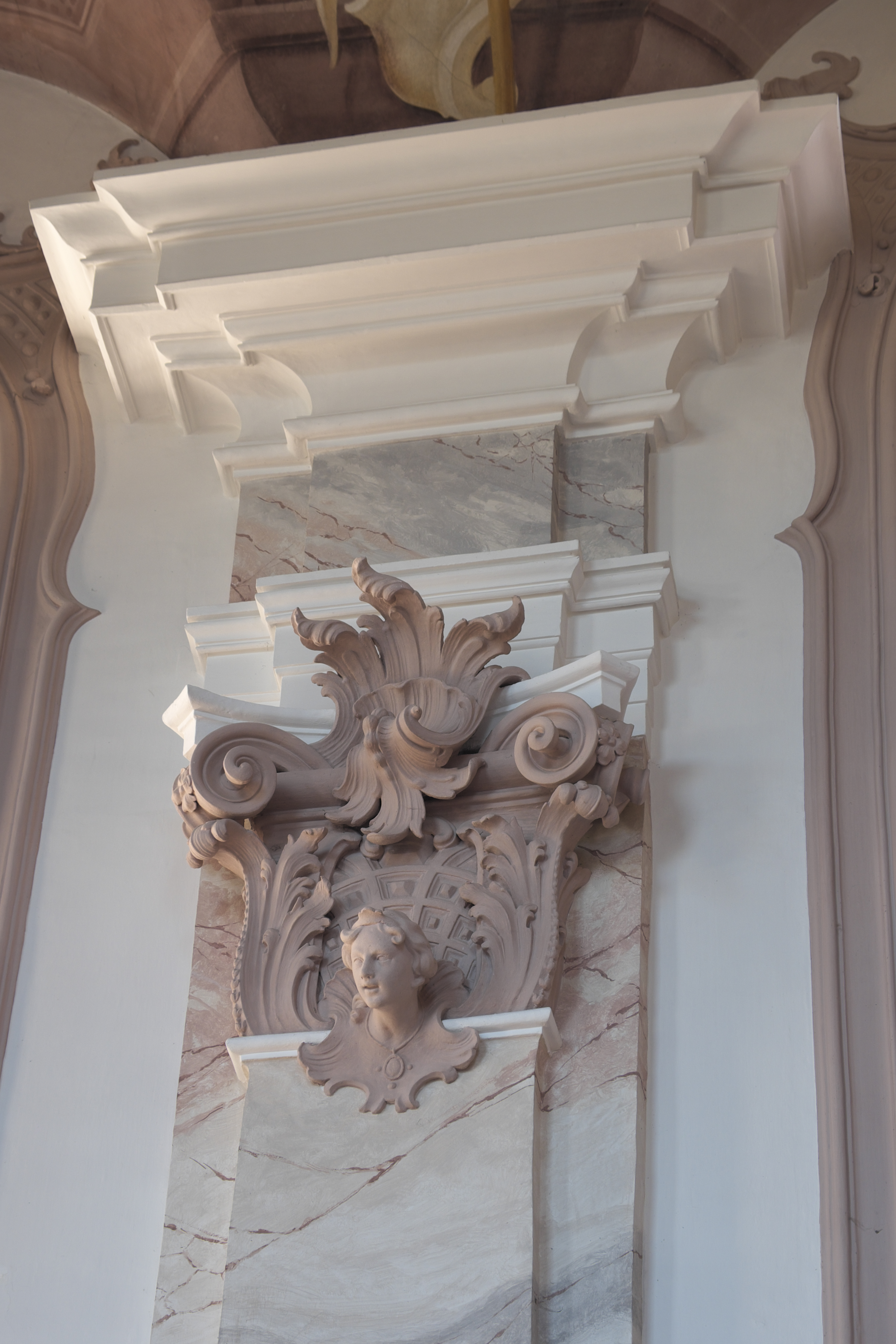
Pilaster mit Stuckkapitell

Der Grundriss der Kirche ist ein lateinisches Kreuz. Der Innenraum, ein von hohen Fenstern beleuchteter Saalbau, wird durch kaum aus der Wand hervortretende Pilaster, die mit aufwändigen Stuckkapitellen und profiliertem Gebälk verziert sind, in fünf Achsen gegliedert. Im Osten des Langhauses ist rechts und links eine Kapelle mit ovalen Pendentifkuppeln angebaut. Der stark eingezogene, zweijochige Chor, der außen dreiseitig geschlossen ist, ist innen halbrund geschlossen. Langhaus und Chor werden von flachen Stichkappentonnen gedeckt. Den westlichen Abschluss des Langhauses bildet eine Doppelempore mit mehrfach geschwungenen Brüstungen.

## Stuck
Der Stuckdekor wurde 1745 von Franz Xaver Feuchtmayer dem Älteren geschaffen.

## Fresken

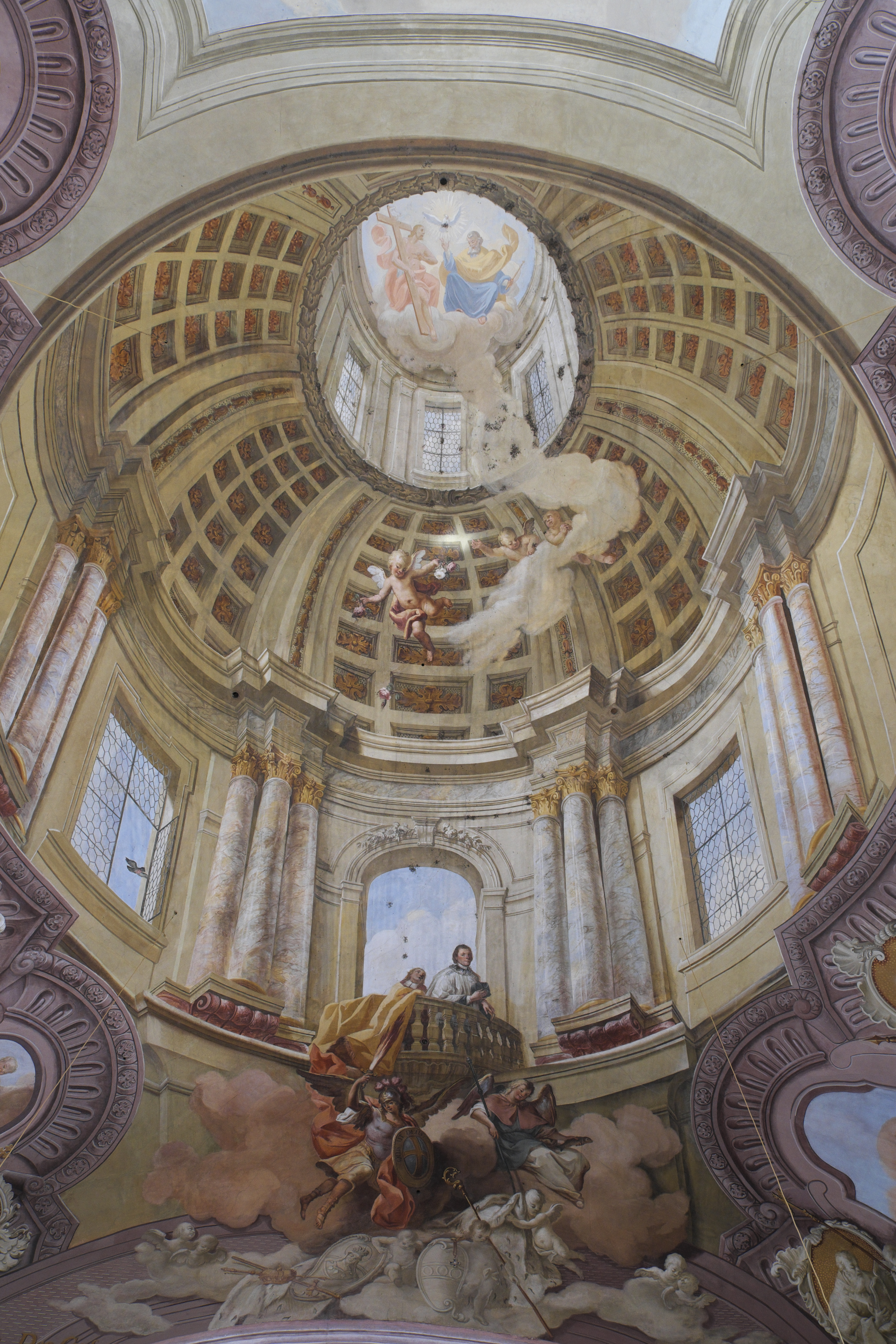
Scheinkuppel

Die Fresken wurden 1745 von Franz Georg Hermann und seinem Sohn Franz Ludwig ausgeführt. Das Chorfresko stellt die Enthauptung des heiligen Gordianus und seine Verklärung dar. Das westliche Deckenfresko des Langhauses ist der Verklärung des heiligen Epimachus gewidmet. Im östlichen Teil wird eine von Säulen getragene Kuppel mit Kassettendecke und Laterne vorgetäuscht. Am Fuß der Kuppel ist ein Balkon dargestellt, auf dem der Bauherr der Kirche, Pfarrer Johann Martin Klein, als Prediger zu sehen ist, darunter der Erzengel Michael mit dem Flammenschwert, Engel und Wappen und die Inschrift „Mater, Deo ConseCrata eXaLtatVr“. Die Großbuchstaben ergeben ein Chronogramm mit der Jahreszahl MDCCXLV (1745). Die kleineren Medaillons sind in Grisaille-Technik ausgeführt und stellen Apostel und Kirchenväter dar. Über der Orgelempore sieht man König David mit der Harfe, die heilige Cäcilia an der Orgel und den Propheten Jeremias mit einer Laute.
Auf den Kuppelfresken der beiden seitlichen Kapellen sind auf der rechten Seite Jesus mit dem Kreuz und Maria als Fürbitterin dargestellt und auf der linken Seite die Kreuzesprobe unter Anwesenheit der heiligen Helena. Das Fresko erinnert an eine Bruderschaft vom Heiligen Kreuz, die ehemals in Stöttwang bestand.

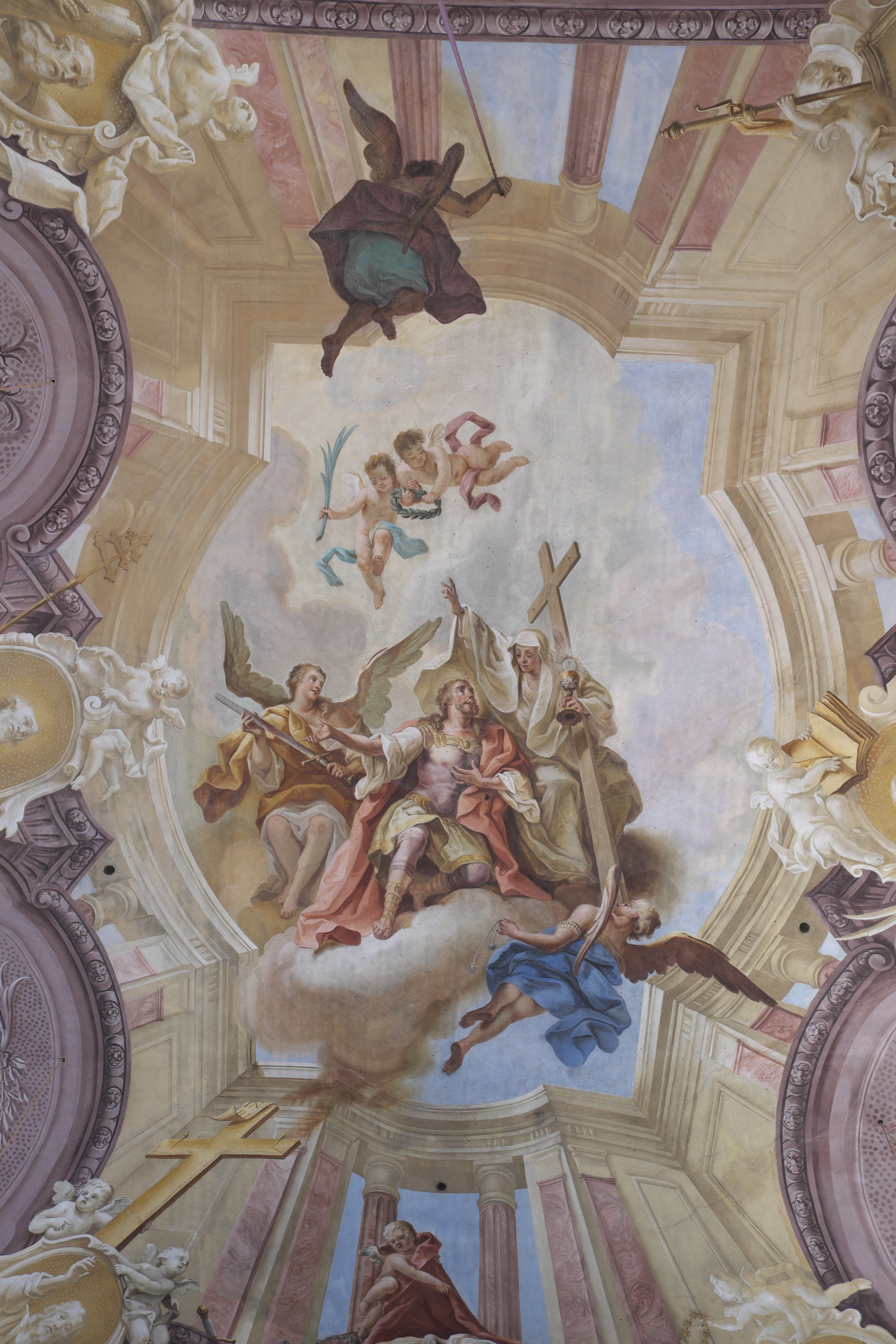
Verklärung des heiligen Gordianus
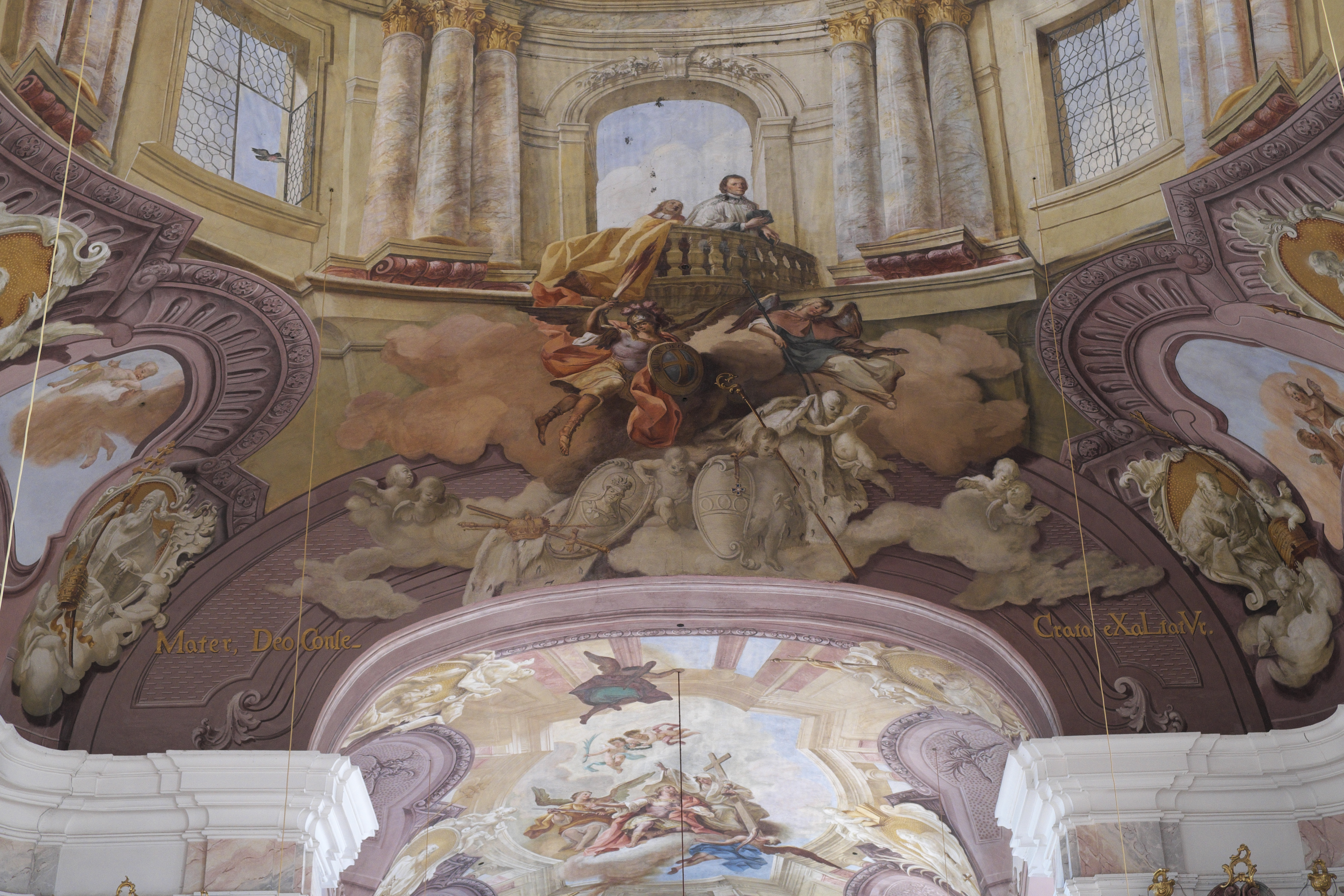
Pfarrer Johann Martin Klein, Wappen und Chronogramm
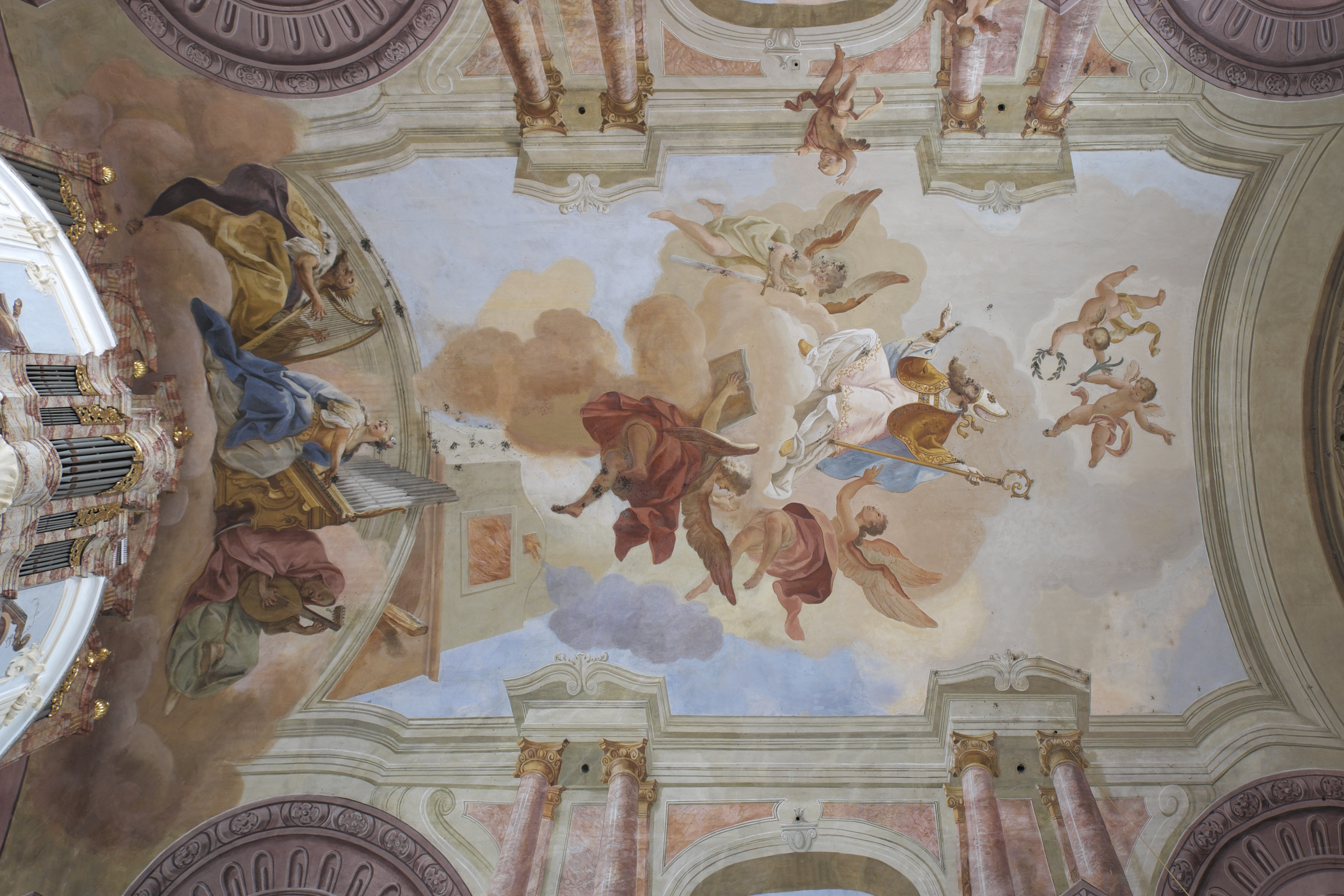
Verklärung des heiligen Epimachus

Die Fresken der oberen Emporenbrüstung zeigen musizierende Engel, die Fresken der unteren Brüstung weisen allegorische Darstellungen der Kardinaltugenden Klugheit (mit Spiegel), Gerechtigkeit (mit Schwert und Waage), Mäßigung (mit Zaumzeug und Einhorn), Stärke (mit Lanze und Schild) auf, in der Mitte eine Personifikation der Kirche (mit Papstkreuz, Schlüssel, Papstkrone und Kelch). Die Unterseite der unteren Empore ist den göttlichen Tugenden Glaube (mit Kreuz), Hoffnung (mit Anker) und Liebe (Mutter mit Kindern) gewidmet.

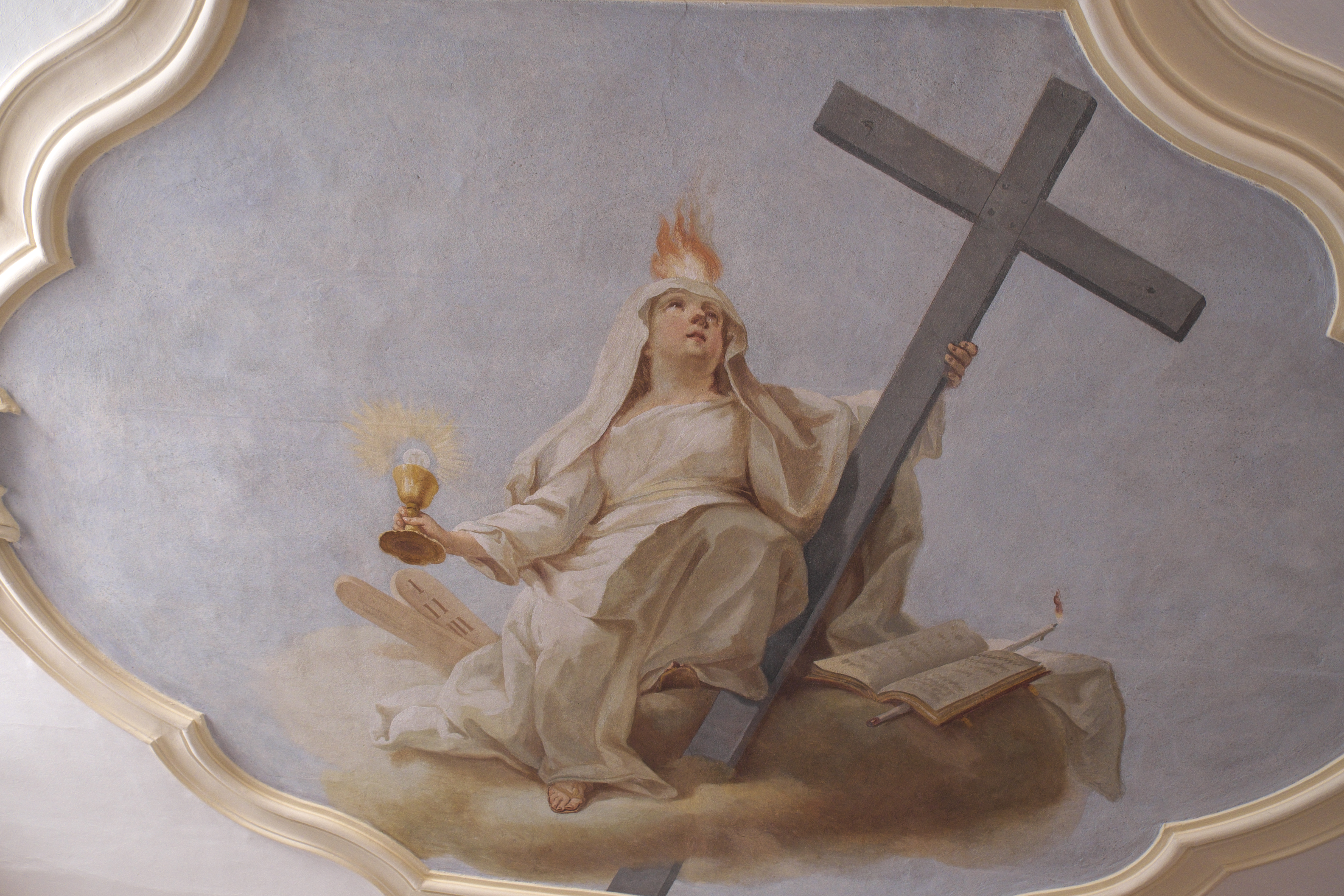
Glaube
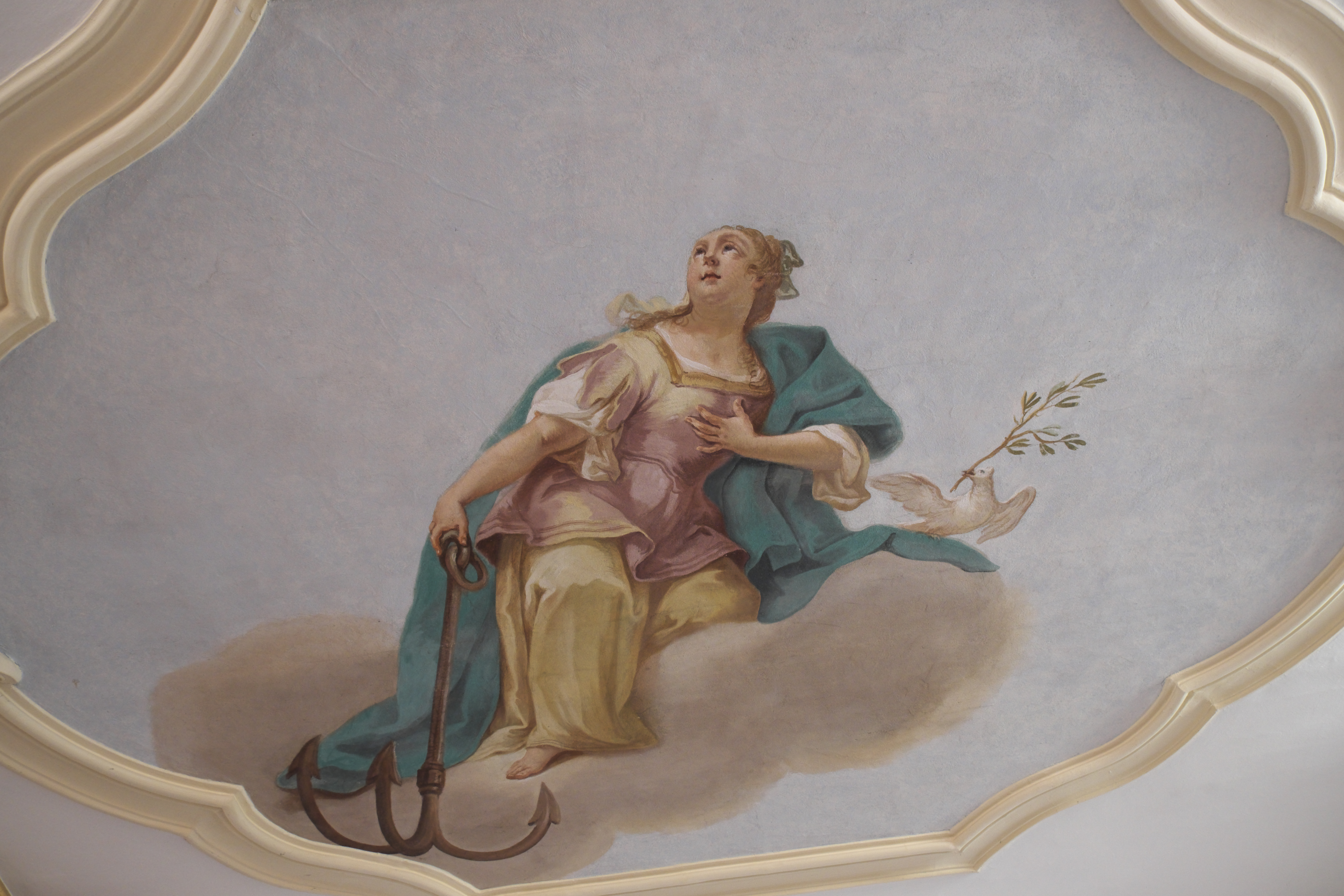
Hoffnung
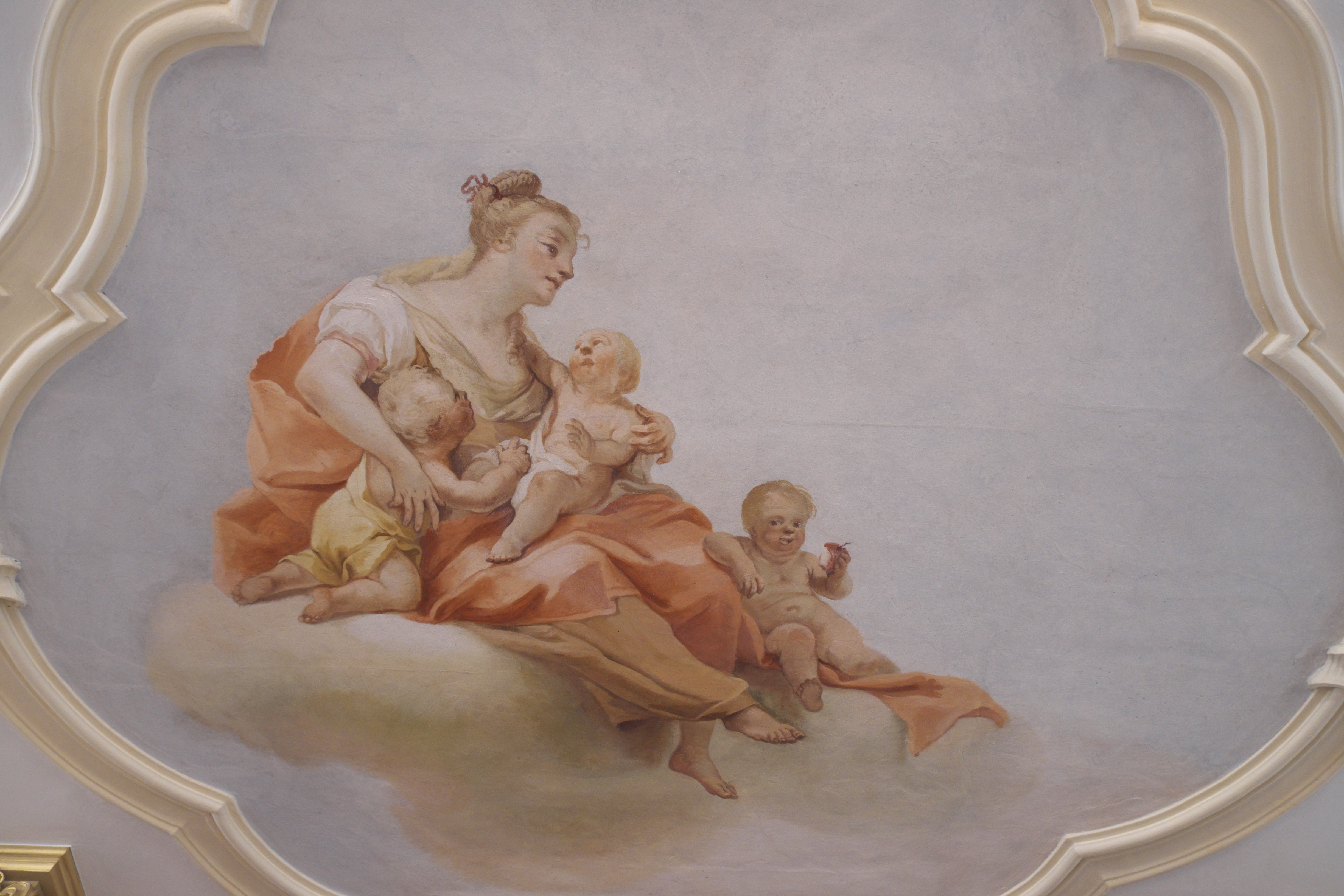
Liebe
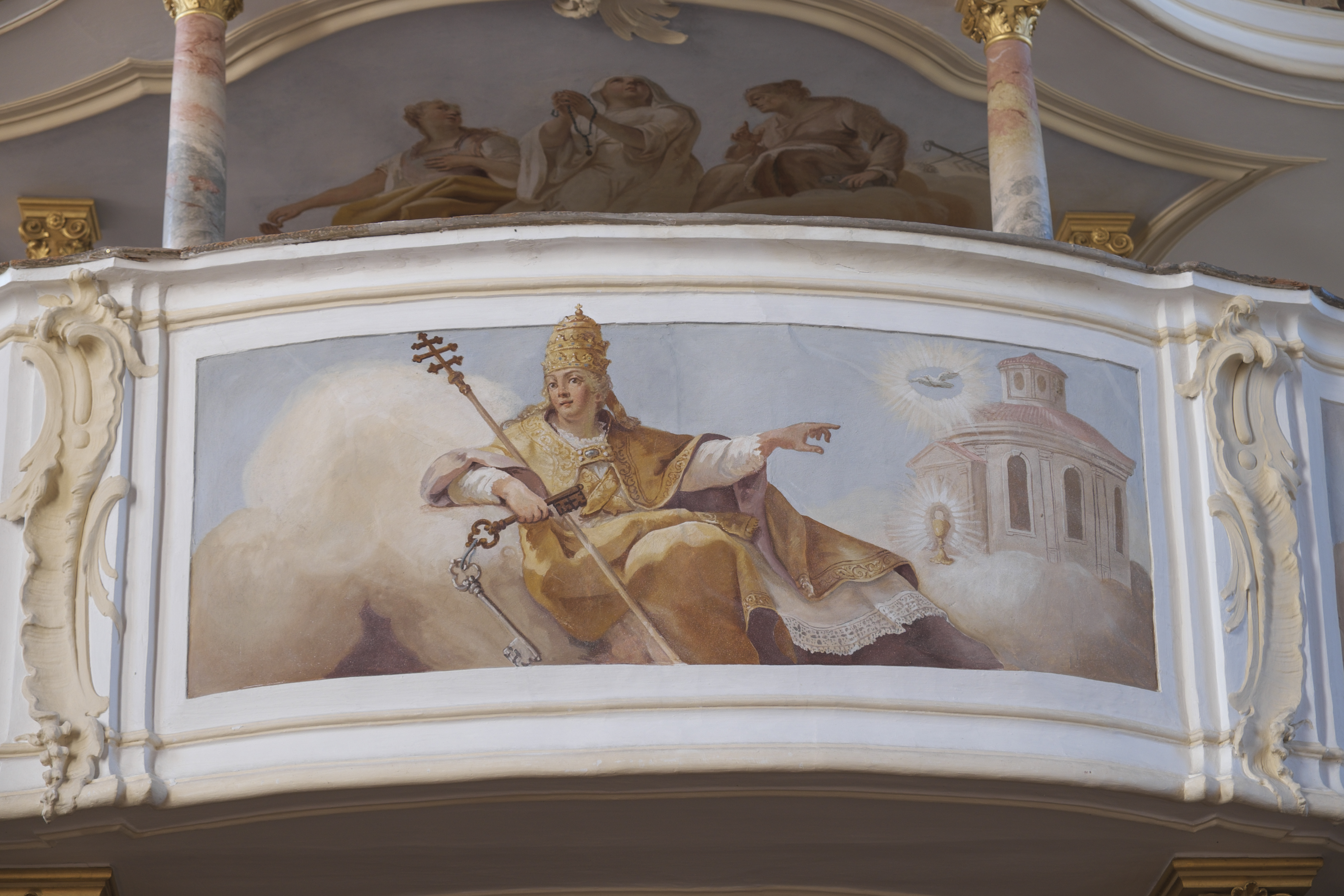
Allegorie der Kirche

## Ausstattung

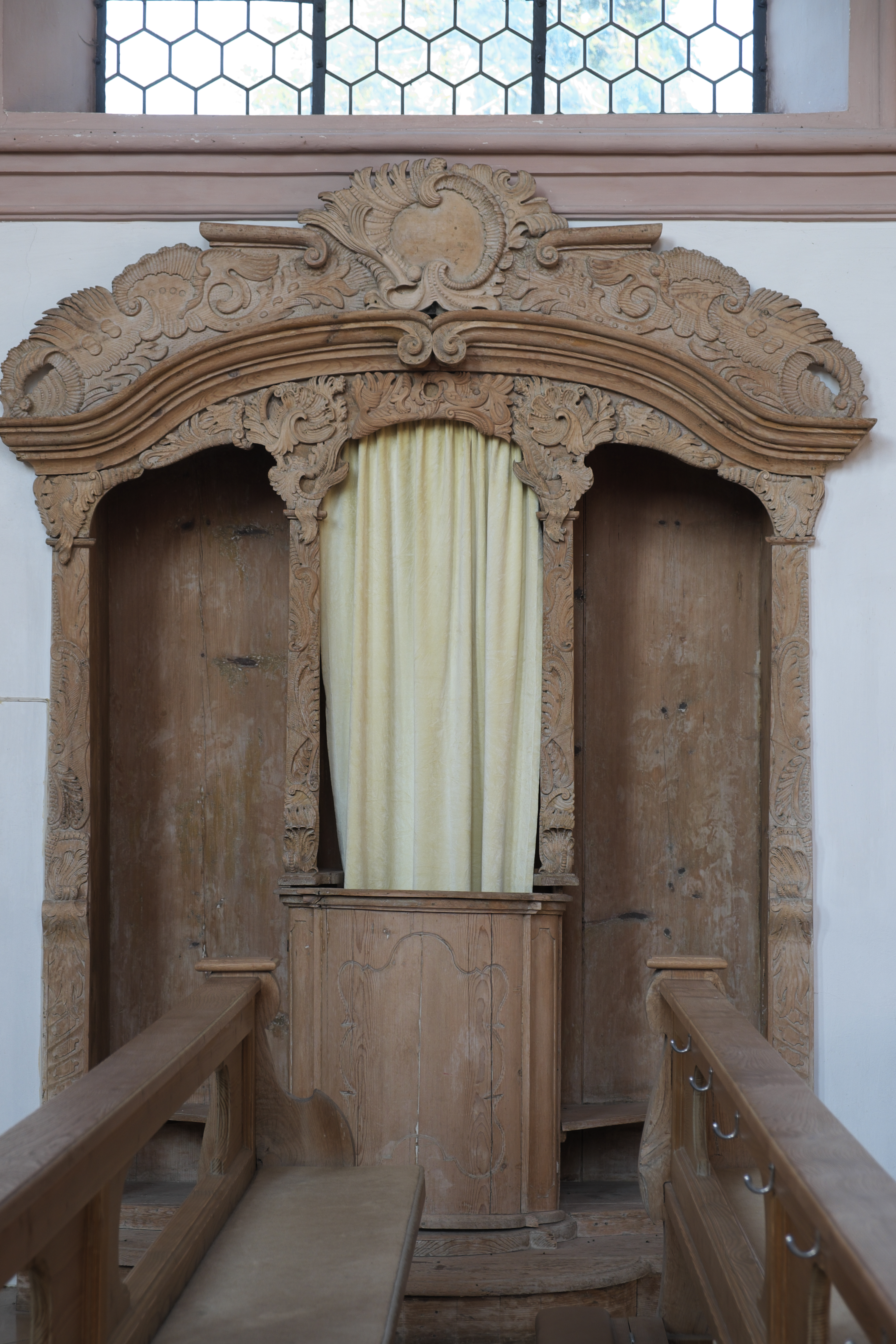
Beichtstuhl

- Der reich gegliederte Hochaltar aus der Zeit um 1761/62 ist eine Arbeit von Ägidius Verhelst dem Älteren und seinem Sohn Placidus. Die Mittelnische nimmt eine Kreuzigungsgruppe ein, an den Seiten stehen die Schutzpatrone der Kirche, der heilige Gordianus und der heilige Epimachus.
- Die Chorbogenaltäre stammen aus dem dritten Viertel des 18. Jahrhunderts. Der linke Altar ist Franz von Sales, der rechte Johannes Nepomuk geweiht.
- Die Kapellenaltäre wurden um 1719 geschaffen. Auf dem Altarblatt des nördlichen Altars ist eine Marienklage dargestellt, auf dem Bild des südlichen Altars die Unbefleckte Empfängnis.
- Die Kanzel aus Stuckmarmor wurde 1745 von Franz Xaver Feuchtmayer dem Älteren geschaffen. Kanzelkorb und Schalldeckel sind mit Rocailledekor verziert.
- Die dreiteiligen, in die Wand eingelassenen Beichtstühle stammen aus der Mitte des 18. Jahrhunderts. Sie sind mit Muschelwerkschnitzereien versehen.

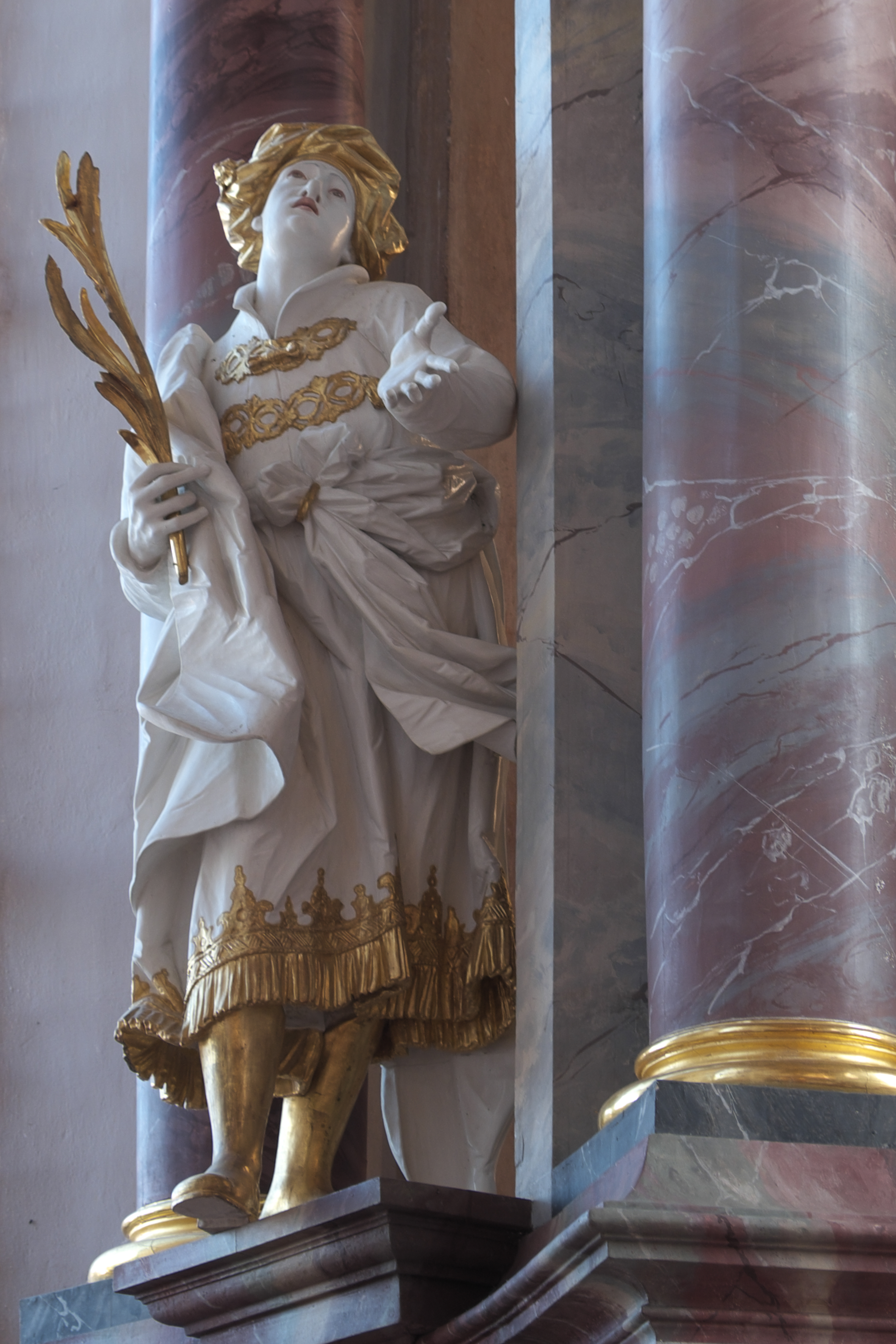
Hochaltar, heiliger Epimachus
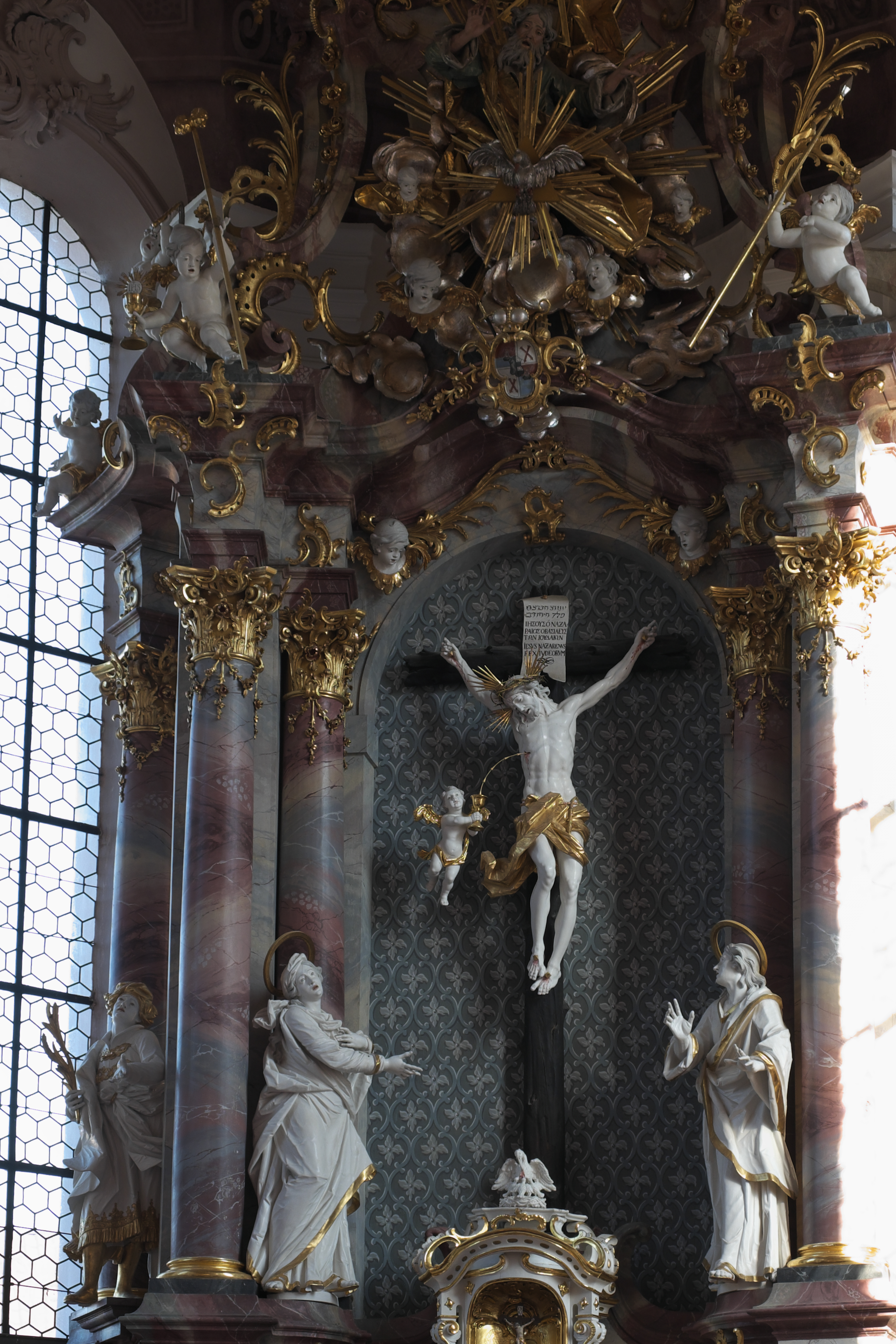
Hochaltar, Kreuzigungsgruppe
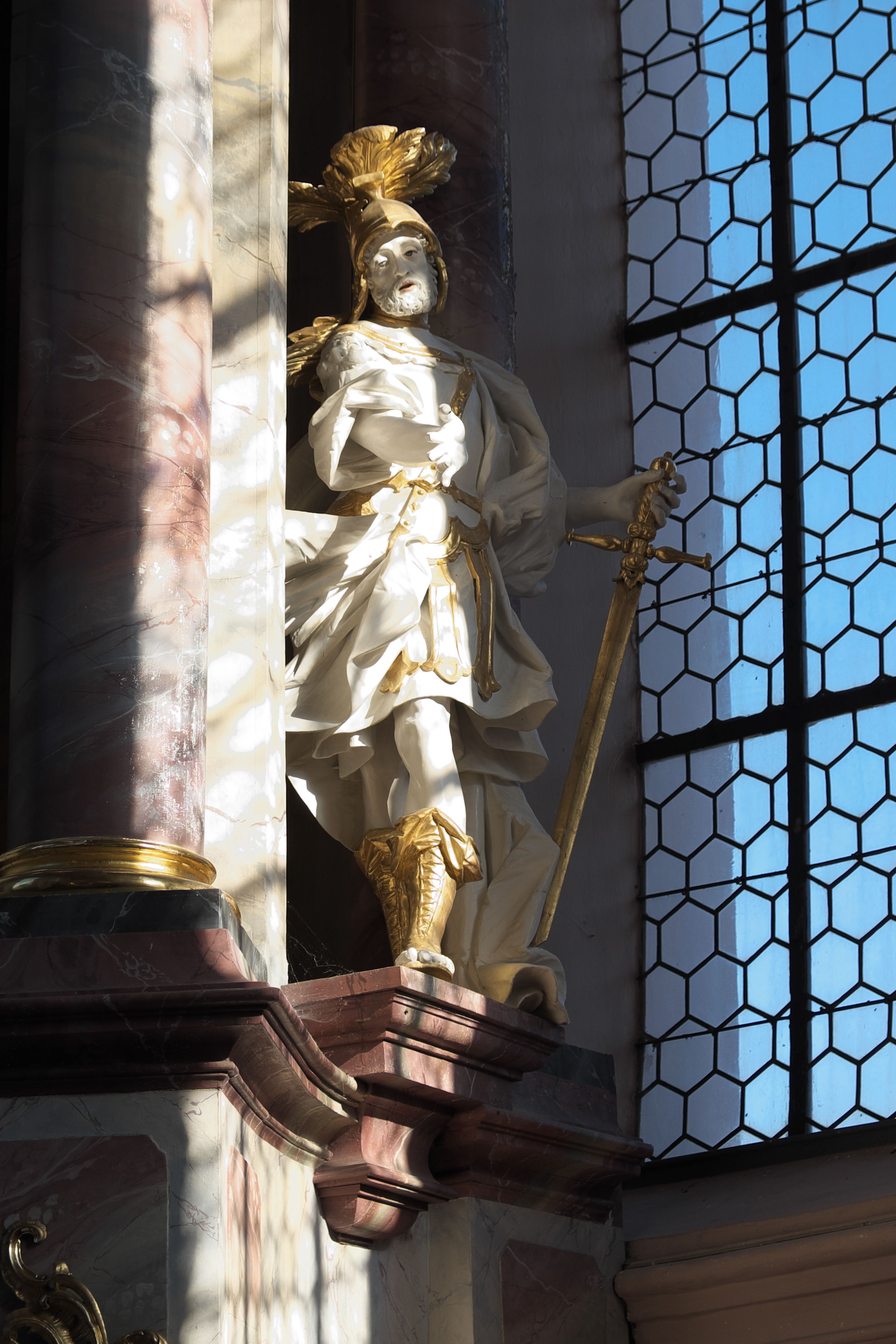
Hochaltar, heiliger Gordianus

## Orgel
Die alte Orgel wurde im Zuge der Renovierung 1750 nach Osterzell verkauft und befindet sich noch heute in der Pfarrkirche St. Stephan und Oswald. Die heutige Orgel ist ein Werk der Gebrüder Hindelang aus dem Jahr 1888, das nach einer Restaurierung im Jahr 1960 durch die gleiche Firma heute 16 Register auf zwei Manualen und Pedal besitzt.